# Diocesi di Ardstraw
La diocesi di Ardstraw o Ardsrath (in latino Dioecesis Ardstratensis) è una sede soppressa e sede titolare della Chiesa cattolica. Per la sede titolare, immutato il latino, si usa la grafia Árd Sratha.

## Storia
La sede monastica di Ardstraw (in gaelico: Árd Sratha), nell'odierna contea di Tyrone, fu fondata nel VI secolo da sant'Eugenio (in gaelico: Éogan). Gli Annali dell'Ulster menzionano altri due abati-vescovi di Ardstraw, Maolfhotharthach († 680) e Caoibhdheanach († 707).
Nel XII secolo, la Chiesa irlandese venne riformata con la soppressione delle diocesi monastiche e l'istituzione delle diocesi episcopali, come sul continente. Il sinodo di Rathbreasail del 1111 stabilì la diocesi di Ardstraw, suffraganea dell'arcidiocesi di Armagh. Tuttavia l'applicazione delle decisioni sinodali e soprattutto la definizione dei confini tra le varie diocesi non fu sempre pacifica e attuate con solerzia. Il successivo sinodo di Kells del 1152 non menziona più la diocesi di Ardstraw, ma quella di Maghera, dove, nel monastero di Rathlury, i vescovi di Derry avevano posto la loro sede, prima che questa venisse nuovamente trasferita a Derry nel 1254. Sembra dunque che le due diocesi, Ardstraw e Derry, fossero in competizione fra loro fino a che, in epoca imprecisata, tra il XII ed il XIII secolo, la diocesi di Ardstraw fu soppressa ed annessa a quella di Derry. Secondo gli Annali dell'Ulster, il vescovo di Rathlury, Amhlaí Ó Cofaigh (Amlaff O'Coffy, 1173-1185), aveva il titolo di vescovo di Ardstraw e Cenéal Fearadhaigh.
Dal 1969 Ardstraw è annoverata tra le sedi vescovili titolari della Chiesa cattolica con il nome di Árd Sratha; dal 14 maggio 2024 l'arcivescovo, titolo personale, titolare, è Séamus Patrick Horgan, nunzio apostolico nel Sudan del Sud.

## Cronotassi

### Vescovi
- Sant'Eugenio † (? - 570 o 618 deceduto)
- Maolfhotharthach † (? - 680 deceduto)
- Caoibhdheanach † (? - 707 deceduto)

### Vescovi titolari
- Edward Dennis Head † (27 gennaio 1970 - 23 gennaio 1973 nominato vescovo di Buffalo)
- Joseph Wang Yu-jung † (1º luglio 1975 - 25 giugno 1986 nominato vescovo di Taichung)
- Karl Reger † (23 dicembre 1986 - 27 marzo 2024 deceduto)
- Séamus Patrick Horgan, dal 14 maggio 2024